# Enchelyurus petersi
Espèce
Statut de conservation UICN

 LC  : Préoccupation mineure
Enchelyurus petersi est une espèce de poissons marins de la sous-famille des Blenniinae (famille des Blenniidae).

## Description
Enchelyurus petersi peut mesurer jusqu'à 54 mm, queue non comprise.

## Répartition

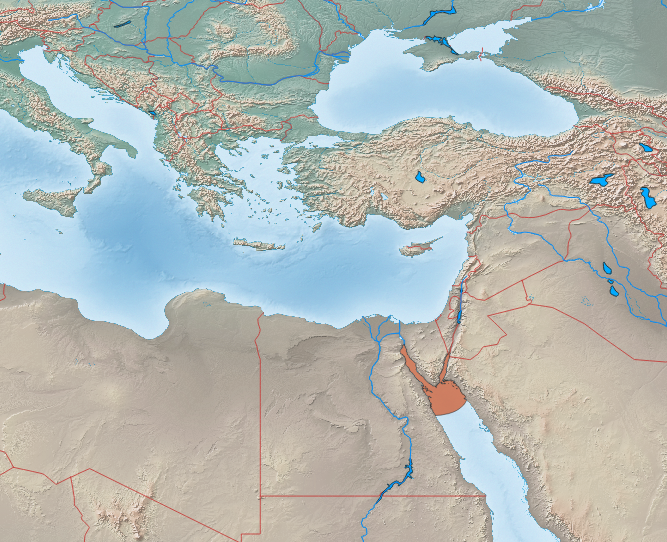
Aire de répartition de Enchelyurus petersi selon l'UICN (2025).

Ce poisson se rencontre exclusivement dans le Nord de la mer Rouge où il est présent depuis la surface et jusqu'à 9 m de profondeur.

## Systématique
Le nom valide complet (avec auteur) de ce taxon est Enchelyurus petersi (Kossmann (d) & Räuber (d), 1877).
L'espèce a été initialement classée dans le genre Petroscirtes sous le protonyme Petroscirtes petersi Kossmann & Räuber, 1877.
Enchelyurus petersi a pour synonyme :
- Petroscirtes petersi Kossmann & Räuber, 1877

### Étymologie
Son épithète spécifique, petersi, bien que non totalement certifiée, lui a été probablement donnée en l'honneur du naturaliste et explorateur allemand Wilhelm Peters  (1815-1883) qui a notamment décrit le genre Enchelyurus et l'espèce Enchelyurus flavipes apparentée,.

### Publication originale
- (de) Robby Kossmann et Deutsche Akademie der Wissenschaften zu Berlin (dir.), Zoologische ergebnisse einer im auftrage der Königlichen Academie der Wissenschaften zu Berlin ausgeführten Reise in die Küstengebiete des Rothen Meeres, Leipzig, Wilhelm Engelmann, 1877, 400 p. (OCLC 11563957, DOI 10.5962/BHL.TITLE.12140, lire en ligne).